# Андровська Ольга Миколаївна
О́льга Микола́ївна Андро́вська (нар. 21 червня 1898 — пом. 31 березня 1975) — радянська акторка, народна артистка СРСР (1948).

## Сценічна діяльність
Сценічна діяльність почала у театрі Корша в Москві 1916, з 1924 — акторка МХАТу.

## Ролі
Основні ролі: Ліза («Лихо з розуму» Грибоєдова), Сюзанна («Весілля Фігаро» Бо-марше), Панова («Любов Ярова» Треньова), леді Тізл («Школа лихослів'я» Шерідана) та ін. Образи, створені Андровською, відзначаються невимушеністю, природністю і яскравою комедійністю.

## Відзнаки і нагороди
- Сталінська премія, 1952.